# Филипчук Андрій Михайлович

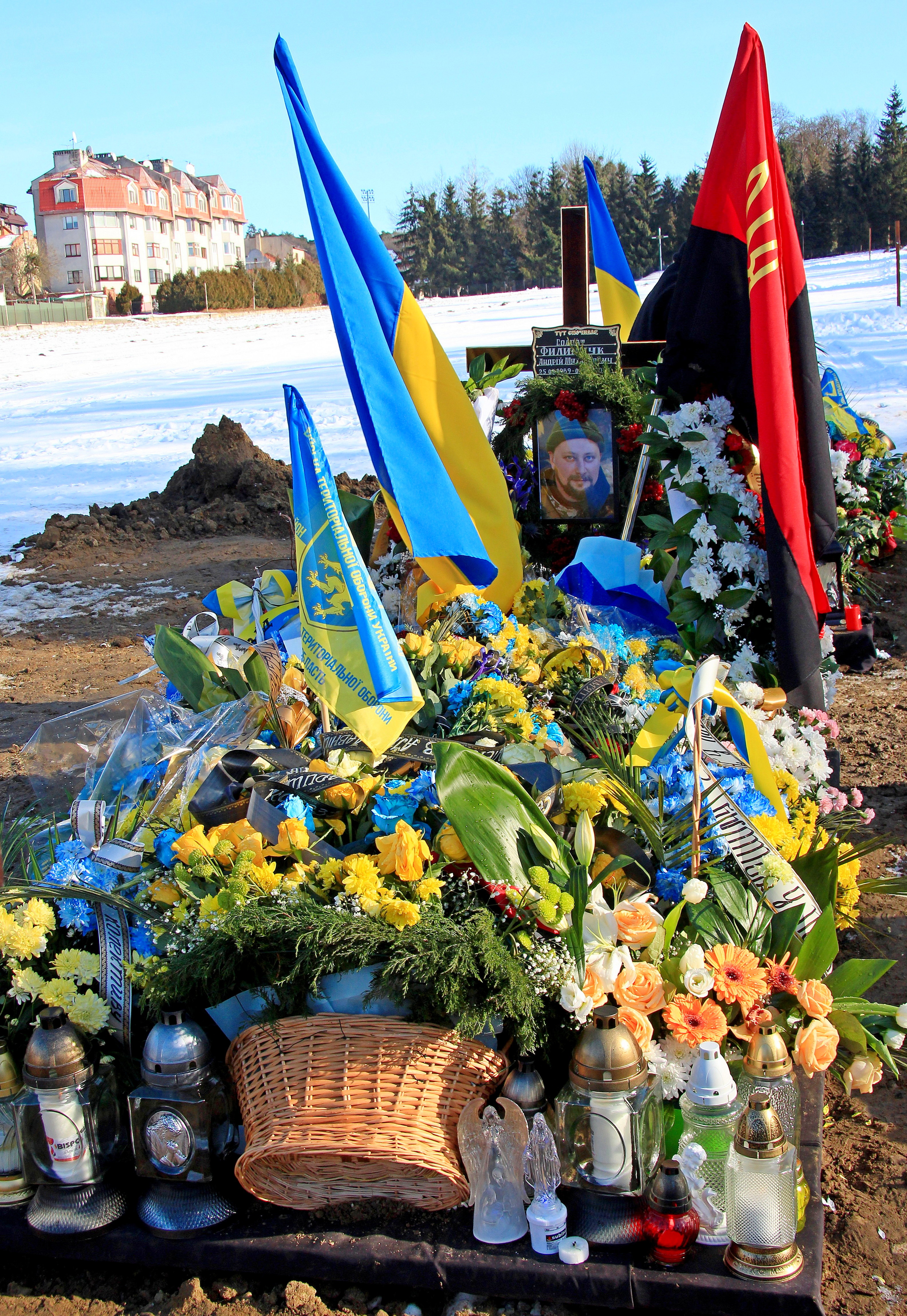

Андрій Михайлович Филипчук (позивний «Сірий»; 25 вересня 1989, с. Хишевичі, Львівська область — 2 лютого 2023, біля м. Кремінна, Луганська область) — український археолог, науковець, історик, військовослужбовець, солдат 103 ОБрТрО Збройних сил України, учасник російсько-української війни. Член Спілки археологів України та ГО «Підгірці–Шолом». Кавалер ордена «За мужність» III ступеня (2023, посмертно). Син Михайла Филипчука.

## Життєпис
Андрій Филипчук народився 25 вересня 1989 року в селі Хишевичах, нині Великолюбінської громади Львівського району Львівської области України.
Навчався в Коропузькій загальноосвітній школі (2006). Закінчив історичний факультет (2011, диплом магістра з відзнакою, спеціальність — археологія) та аспірантуру (2014, спеціальність — археологія) Львівського національного університету імені Івана Франка.
Працював науковим співробітником ПП «Центр пам'яткоохоронних досліджень» (2010—2011); асистентом кафедри історії середніх віків та візантиністики (2015), науковим співробітником науково-дослідної частини (2015, 2018—2019) Львівського національного університету імені Івана Франка.
Від 2015 — заступник директора з наукової роботи Історико-культурного заповідником «Давній Пліснеськ». Гід-екскурсовод Львова та Пліснеська.
25 лютого 2022 року пішов добровольцем на фронт. Служив в 103-й окрема бригаді ТрО Збройних сил України. Мав навички бойового медика та навідника СПГ-9 «Спис». Брав участь в бойових діях на територіях Луганської та Донецької областей. Загинув 2 лютого 2023 року біля м. Кремінна на Луганщині.
Похований 10 лютого 2023 року на Личаківському військовому цвинтарі.
Залишилися дружина та син.

### Археологічна діяльність
Учасник численних археологічних експедицій, головних робіт Інституту археології ЛНУ ім. І. Франка, очолюваного його батьком — відомим археологом Михайлом Филипчуком (від 2000). Під керівництвом батька працював у Пліснеській археологічній експедиції (2003—2014) де пройшов шлях від різноробочого до керівника одного з розкопів (спрямованого, переважно, на вивчення фортифікацій городища).
Керівник Пліснеської археологічної експедиції заповідника «Давній Пліснеськ» (2016—2021). Експедиція проводить, як стаціонарні роботи (на Пліснеську), так і розвідкові роботи в околицях згаданого археологічного комплексу. Основна увага в стаціонарних роботах приділена вивченню дитинця літописного міста Пліснеська ХІІ–ХІІІ ст., курганного могильника ХІ–ХІІ ст., а також забудови численних площадок слов'янського городища ІХ–Х ст. З найголовнішого, протягом 2016—2020 рр. вдалося дослідити три лінії захисту давнього городища, розкопати шість курганів ХІ–ХІІ ст., відкрити християнський цвинтар ХІІ–ХІІІ ст., частину ремісничого гончарного осередку кінця ІХ–Х ст., косторізну майстерню Х ст. та низку об'єктів житлового та господарського призначення слов'янського й давньоукраїнського (руського) періодів. Розвідковими роботами в околицях Пліснеська виявлено десятки різночасових археологічних пам'яток, а також проведено розвідкові розкопки на унікально збереженому поселенні Х–ХІ ст. Зарваниця V (Золочівський район).
Очолював археологічні експедиції:
- археологічні обстеження узбережжя р. Дністер (Тисменицький р-н., Івано-Франківська обл.; 2012);
- археологічні розвідки у басейні р. Верещиця (Городоцький р-н., Львівська обл.; 2013);
- археологічні розвідки на території та в околицях сс. Романів, Підгородище (Перемишлянський р-н., Львівська обл.; 2014);
- дослідження слов'янського городища поблизу с. Кровинка (Теребовлянський р-н., Тернопільска обл.; 2014);
- археологічна експедиція у північній частині Пліснеського археологічного комплексу (2015—2016).

Брав активну участь в археологічних експедиціях:
- дослідження античної Ольвії (Очаківський р-н., Миколаївська обл.; 2000);
- Пліснеська археологічна експедиція Інституту археології ЛНУ ім. І. Франка (різноробочий, лаборант, керівник розкопу) (2003—2014);
- розкопки культового городища у с. Підгородище (Перемишлянський р-н., Львівська обл.; 2005);
- пілотний проєкт «Бурштиновий шлях» (суцільні археологічні обстеження р. Золота Липа; 2005—2006);
- розкопки античної Тіри (м. Білгород-Дністровський; 2007);
- Археологічний кадастр України (Львівська область; 2008—2009, 2011);
- Західноподільська археологічна експедиція Інституту археології ЛНУ ім. І. Франка (дослідження городища Лошнів — 2008, дослідження городища Лисичники — 2009; Тернопільська область).

### Наукова діяльність
Підготував до захисту дисертацію «Археологічні пам'ятки празько-корчацької культури в басейнах рік Прут та Дністер» (керівник — кандидат історичних наук, доцент Білас Наталія Михайлівна).
Сфера наукових інтересів — археологія та рання історія слов'ян, старожитності Пліснеського археологічного комплексу. Автор понад 100 наукових та науково-популярних праць, з них — 30 статей у фахових наукових виданнях, 5 брошур та 1 наукова монографія.
Праці:
- Филипчук, А. Міграційні процеси слов'ян V—VІІ ст. у Верхньому, Середньому Подністер'ї та Верхньому Попрутті (за матеріалами стаціонарних і розвідкових досліджень) // Вісник інституту археології. — 2010. — Вип. 5. — С. 61—83.
- Филипчук, А. Прикарпатська прабатьківщина слов'ян перед їхнім розселенням у V—VІІ ст. (у світлі нових досліджень) // Вісник інституту археології. — 2011. — Вип. 6. — С. 52—61.
- Филипчук, А. Деякі аспекти хронології празьких старожитностей Південно-західної Волині та українського Прикарпаття // Вісник інституту археології. — 2012. — Вип. 7. — С. 33—58.
- Филипчук, А. До питання про городища празької культури // Карпатика. — Вип. 41. — Ужгород, 2012. — С. 59—84.
- Филипчук, А. Проблема походження старожитностей празького типу: стан та перспективи дослідження // Наукові студії. Історико–краєзнавчий музей м. Винники. — Львів-Винники, 2013. — Вип. 6. — С. 271—274.
- Fylypčuk А. O pitanju početne etape slavenskih migracija gornjim tokom Zapadnog Buga te Gornjim i Srednjim Podnistrov'jem // Ukrajinski Karpati: etnogeneza–arheologija–etnologija. Zbornik radov (prijevod s ukrajinskoga). — Zagreb, 2014. — S. 71—94.
- Филипчук А. Деякі аспекти інтердисциплінарних підходів до вивчення старожитностей Прикарпаття і Волині третьої чверті І тисячоліття н. е. // Вісник Інституту археології. — 2015. — Вип. 10. — С. 10—29.
- Филипчук, А. Деякі питання теорії формування культурного шару слов'янських пам'яток раннього середньовіччя // Вісник Інституту археології. — Л., 2016. — Вип. 11. — С. 49—65.
- Филипчук, А. Слов'янські міграції V—VІІ ст. та їхній вплив на етнокультурну ситуацію у верхів'ях Західного Бугу, Верхньому та Середньому Подністров'ї // Народознавчі зошити. — 2017. — № 4 (136). — С. 820—827.
- Филипчук М., Филипчук А. Пліснеське городище у світлі нових досліджень // Пліснеські старожитності. — Л., 2017. — Вип. 2. — С. 7—17.
- Филипчук, А. Давній Пліснеськ: історія та міфи / Studia historia. — Л., 2018. — Вип. 1. — 56 с.[13]
- Филипчук, А. Чи існувала прикарпатська прабатьківщина слов'ян / Studia historia. — Л., 2018. — Вип. 2. — 28 с.
- Филипчук, А. Давній Пліснеськ хроистиянський / Studia historia. — Л., 2019. — Вип. 3. — 64 с.
- Филипчук, А. Фібули з давньослов'янського культового центру у Пліснеську Пліснеськ хроистиянський / Studia antiquitatis. — Л., 2019. — Вип. 1. — 44 с.
- Филипчук, А. Археологія християнських некрополів літописного Пліснеська. — Л., 2020. — 136 с.

## Нагороди
- орден «За мужність» III ступеня (8 листопада 2023, посмертно) — за особисту мужність, виявлену у захисті державного суверенітету та територіальної цілісності України, самовіддане виконання військового обов'язку[14].

## Вшанування пам'яті
У березні 2023 року у Львові провели екскурсію-реквієм на честь Андрія Филипчука.
У листопаді 2024 року в рідному селі відбулося відкриття пам'ятної дошки на честь Андрія Филипчука. Його ім'ям названо також місцеву школу.